# Carolina Setterwall
Carolina Sofia Setterwall, född 27 september 1978 i Stockholm, är en svensk författare och kommunikatör.

## Biografi
Carolina Setterwall är uppvuxen i Spånga och Sala och har därefter studerat kommunikation och journalistik i London, Gävle och Stockholm.
2018 romandebuterade Carolina Setterwall med Låt oss hoppas på det bästa på Albert Bonniers förlag. Boken, som skildrar hur hennes sambo plötsligt avled i sömnen, mottogs med positiva recensioner. I samband med den svenska lanseringen i mars 2018 såldes även utländska rättigheter att översätta verket till 25 länder.
Setterwall lever tillsammans med författaren Tom Malmquist.

## Priser och utmärkelser
- 2018 – Sommarpriset[8]
- 2018 – Stipendium ur Gerard Bonniers Donationsfond, tilldelad av Svenska Akademien[9]